# Хилсдејл (Северна Каролина)
Хилсдејл (енгл. Hillsdale) насељено је место без административног статуса у америчкој савезној држави Северна Каролина.

## Демографија
По попису из 2010. године број становника је 984.
| Група             | 2000.    | 2010.       |
| Белци             | 0 (0,0%) | 856 (87,0%) |
| Афроамериканци    | 0 (0,0%) | 64 (6,5%)   |
| Азијати           | 0 (0,0%) | 24 (2,4%)   |
| Хиспаноамериканци | 0 (0,0%) | 33 (3,4%)   |
| Укупно            | 0        | 984         |